# Před soumrakem
Před soumrakem (v americké distribuci Before Sunset, ve francouzské distribuci Avant la nuit tout est possible) je francouzsko-americký hraný film z roku 2004, který režíroval Richard Linklater. Jedná se o pokračování filmu Před úsvitem (1995) a prequel filmu Před půlnocí (2013). Snímek měl světovou premiéru na Mezinárodním filmovém festivalu v Berlíně dne 10. února 2004.

## Děj
Od chvíle, kdy se Jesse a Céline setkali ve Vídni, uplynulo devět let.
Jesse se stal úspěšným spisovatelem, Céline je ekologická aktivistka. Když Jesse podepisuje své knihy v pařížském knihkupectví Shakespeare and Company, objeví se Céline. Poznala se v postavě Jesseho poslední knihy. Rozhodnou se trochu se projít po ulicích Paříže. Céline mu vysvětlí, proč nemohla přijít na schůzku, kterou si domluvili po schůzce ve Vídni. Musela jít na pohřeb své babičky. Za devět let se toho stalo hodně, Jesse je ženatý a je otcem. Jesse a Céline velmi litují, že se po celou tu dobu neviděli a nevyměnili si adresy. Po výletu lodí po Seině doprovází Jesse Céline domů do jejího bytu.

## Obsazení
| Ethan Hawke           | Jesse               |
| Julie Delpy           | Céline              |
| Vernon Dobtcheff      | knihkupec           |
| Louise Lemoine Torrès | novinářka           |
| Rodolphe Pauly        | novinář             |
| Marianne Plasteig     | servírka            |
| Denis Evrard          | zaměstnanec na lodi |
| Albert Delpy          | muž u mříže         |
| Marie Pillet          | žena na nádvoří     |

## Ocenění
- Empire Awards: Julie Delpy (nejlepší herečka)
- National Board of Review: zvláštní uznání pro nejlepší film
- San Francisco Film Critics Circle: Julie Delpy (nejlepší herečka)
- Berlínský filmový festival: uvedeno mimo soutěž
- Oscar: nominace na nejlepší původní scénář (Richard Linklater, Julie Delpy, Ethan Hawke a Kim Krizan)